# Маюма
Маюма — пригород-порт Газы, получивший известность в византийское время. В IV веке при императоре Константине Маюма получила статус полиса, и здесь появился собственный епископ (юрисдикция Иерусалимского патриархата). В V веке здесь обосновались сторонники монофизитства. Маюма связана с жизнью целого ряда христианских подвижников: Иларион Великий, Иоанн Руф, Севир Антиохийский, Петр Ивер (епископ Маюмский V века), Косма Маюмский (епископ Маюмский VIII века).